# آندره اسمیت (بسکتبال، زاده ۱۹۹۰)
آندره اسمیت (انگلیسی: Andrew Smith؛ ۹ سپتامبر ۱۹۹۰ – ۱۲ ژانویهٔ ۲۰۱۶) بازیکن بسکتبال اهل ایالات متحده آمریکا بود.